# Deutscher Michel

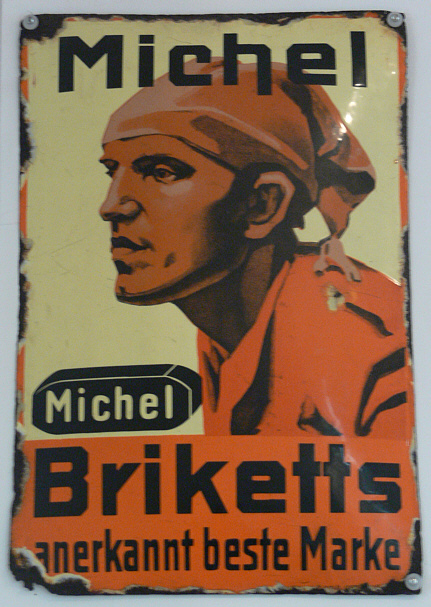
Reklamskylt med Michel

Deutscher Michel är en personifiering av den tyska nationen, liknande vad Uncle Sam är för amerikanerna och Marianne för fransmännen. Han avbildas oftast med nattmössa och särk i den tyska flaggans färger och representerar tyskarnas självbild, framförallt i sitt lättsamma sätt att vara. Han representerar också den oskyldiga och enkla människan som måste gå igenom och slåss mot tyranni och orättvisor.